# Estrada dos Bandeirantes

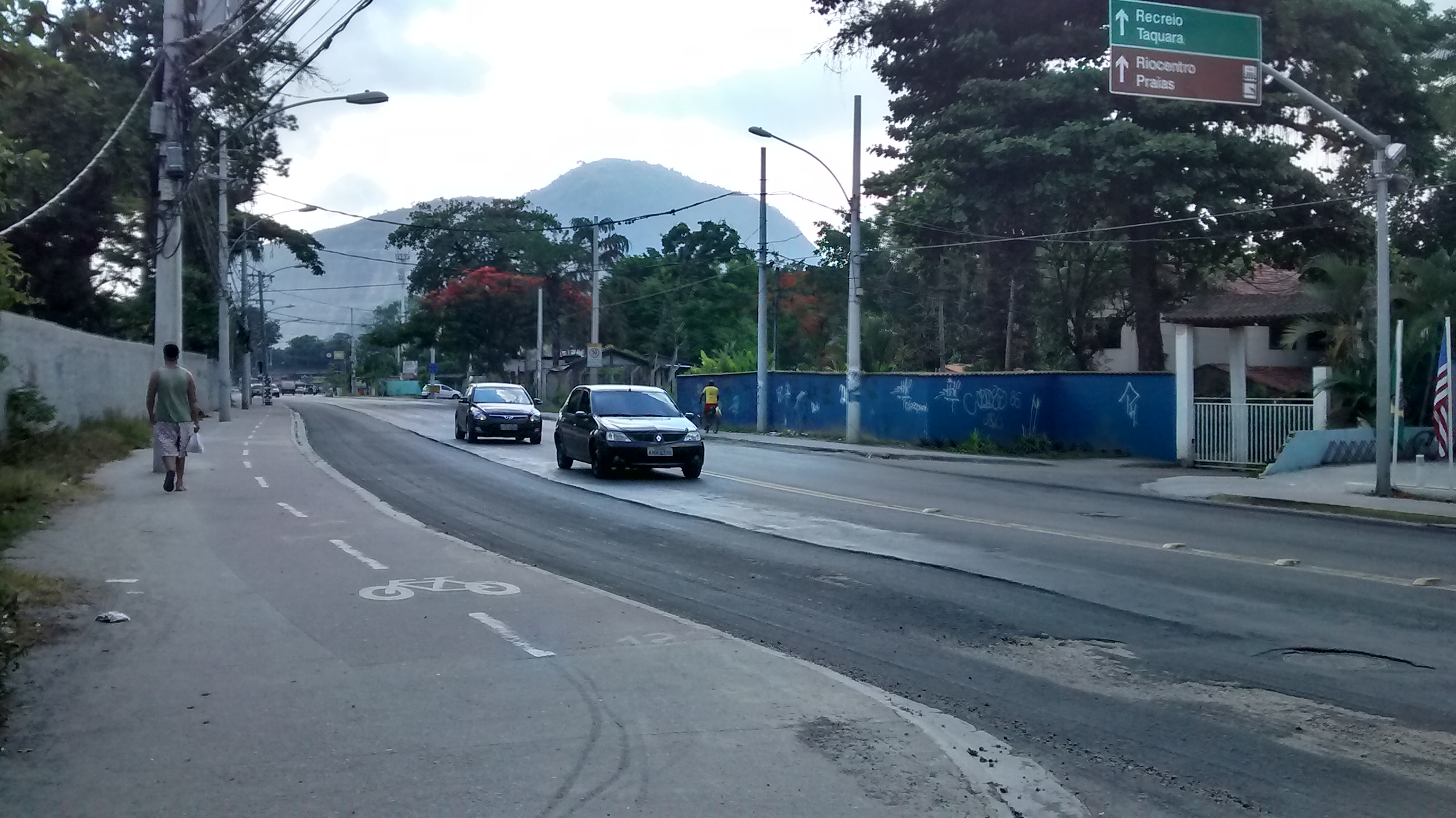
Estrada dos Bandeirantes, altura de Vargem Grande.

A Estrada dos Bandeirantes é uma das principais vias da região de Jacarepaguá, na Zona Oeste do Rio de Janeiro.

## História
Passa pelos bairros da Taquara, Jacarepaguá, Curicica, Camorim, Vargem Pequena e Vargem Grande, e possui aproximadamente 25 quilômetros.
Inicia-se no Largo da Taquara, no bairro homônimo e termina no encontro com a Avenida das Américas, próximo ao Cemitério de Piabas e as Estradas do Pontal e da Grota Funda. É uma importante ligação entre a Taquara e o Recreio dos Bandeirantes.
Segundo a Secretaria municipal de Obras (SMO), os 16 quilômetros da via entre o entroncamento com a Avenida das Américas, no Recreio dos Bandeirantes, e a Avenida Olof Palm, na Barra da Tijuca, nas imediações do Riocentro, um dos locais de provas das Olimpíadas, foram duplicados em 2010. Por 68,2 milhões de reais, a ampliação foi concluída em dois anos.
Conhecida por abrigar importantes indústrias do ramo farmacêutico, como Merck, Roche, Mantecorp, entre outras.
É onde ficam os estúdios das redes Globo, RecordTV, Boas Novas e RIT.